# Водосбор альпийский
Водосбо́р альпи́йский (лат. Aquilégia alpína) — многолетнее растение, вид рода Водосбор (Aquilegia) семейства Лютиковые (Ranunculaceae).

## Экология и распространение
Водосбор альпийский распространён в горах Западной, Центральной и Южной Европы, произрастает в лесных и альпийских регионах, на горных пастбищах, на скалах.
Занесён в Национальный список охраняемых видов растений Франции. Охраняется в некоторых регионах Италии. В Австрии имеет статус близкого к уязвимому, охраняется в Форарльберге. В Красной книге Лихтенштейна указан как редкий вид. Общая популяция стабильна, однако в некоторых регионах численность водосбора понижается из-за вытаптывания и выпаса скота.

## Ботаническое описание
Многолетнее травянистое растение, в природе достигающее 30—40 см в высоту. Стебель прямой, голый или волосистый, в верхней части нередко клейкий. Листья единожды или дважды рассечённые на тупозубчатые листочки, сравнительно мелкие, голые с обеих поверхностей.
Цветки одиночные или собранные в соцветия по 2—5, ярко-синего цвета. Лепестки притупленные, с крупным длинным шпорцем, немного изогнутым, нередко превосходящим по длине отгиб. Тычинки короче отгиба, стерильные нити заострённые.
Многолистовка из сравнительно крупных листовок 20—25 мм длиной.
В естественных условиях цветение наблюдается с июля по август.

## Таксономия
Вид Водосбор альпийский входит в род Водосбор (Aquilegia) семейства Лютиковые (Ranunculaceae) порядка Лютикоцветные (Ranunculales).
|  |                                      |  |                                                               |                                                               |                     |  | ещё 6 семейств (согласно Системе APG III) | ещё 6 семейств (согласно Системе APG III) |                         |  |  |  | ещё более 100 видов |
|  |                                      |  |                                                               |                                                               |                     |  | ещё 6 семейств (согласно Системе APG III) | ещё 6 семейств (согласно Системе APG III) |                         |  |  |  | ещё более 100 видов |
|  |                                      |  |                                                               | порядок Лютикоцветные                                         |                     |  |                                           |                                           | род Водосбор            |  |  |  |                     |
|  |                                      |  |                                                               | порядок Лютикоцветные                                         |                     |  |                                           |                                           | род Водосбор            |  |  |  |                     |
|  | отдел Цветковые, или Покрытосеменные |  |                                                               |                                                               | семейство Лютиковые |  |                                           |                                           | вид Водосбор альпийский |  |  |  |                     |
|  | отдел Цветковые, или Покрытосеменные |  |                                                               |                                                               | семейство Лютиковые |  |                                           |                                           |                         |  |  |  |                     |
|  |                                      |  | ещё 58 порядков цветковых растений (согласно Системе APG III) | ещё 58 порядков цветковых растений (согласно Системе APG III) |                     |  |                                           | ещё около 50 родов                        | ещё около 50 родов      |  |  |  |                     |
|  |                                      |  |                                                               | ещё 58 порядков цветковых растений (согласно Системе APG III) |                     |  |                                           |                                           | ещё около 50 родов      |  |  |  |                     |

### Синонимы
- Aquilegia alpina f. gracilis Chenev. & Braun-Blanq., 1909
- Aquilegia alpina var. minor Rouy & Foucaud, 1895
- Aquilegia montana Sternb., 1818
- Aquilegia pseudalpina Skalińska, 1940
- Aquilegia reuteriana Rchb. ex Nyman, 1878
- Aquilegia vulgaris subsp. alpina (L.) Hook.f. & Thomson, 1872